# Tantive IV
En el universo de ficción de La guerra de las galaxias, el Tantive IV es la corbeta corelliana que la casa real de Alderaan utilizó como nave espacial diplomática desde la época de las Guerras Clon hasta los preámbulos de la Batalla de Yavin. La princesa Leia Organa viajaba frecuentemente en esta nave de gran tamaño (150 metros de largo) sirviendo como senadora en Coruscant tras la renuncia al cargo por parte de su padre Bail Organa.
Se hizo famosa por ser la primera nave que apareció en la Saga.

## Historia ficticia
Durante las guerras Clon el Tantive IV sirvió a Bail Organa (cuando aún era senador de la Antigua República) para ir a rescatar a Yoda, tras la huida de éste de Kashyyyk. En su viaje de regreso recibió además a Obi-Wan Kenobi, que junto con Yoda fue el único superviviente a la orden 66, la orden secreta que el canciller Palpatine había preparado para el exterminio de los caballeros jedi. Dieciocho años más tarde, ya en pleno régimen imperial y derrocada la República, en una misión secreta llevada a cabo por Leia Organa, hija de Bail Organa, el Tantive IV fue interceptado por el destructor estelar Vengador, al mando del cual estaba Darth Vader. Tras el abordaje, Vader interrogó personalmente al capitán Antilles y, tras no recibir una respuesta satisfactoria, lo estranguló con la Fuerza. Todos los pasajeros rebeldes fueron arrestados, incluyendo a la princesa Leia Organa.
La misión del Tantive IV consistía en llevar los planos de la Estrella de la muerte hasta Alderaan, donde se hallaba el Virrey Bail Organa. Antes de ser capturada Leia tuvo tiempo de ocultar los planos en el interior del droide astromecánico R2-D2, que escapó al planeta Tatooine junto a su binomio protocolario C-3PO. El Tantive IV fue abandonado a la deriva por el Imperio: Darth Vader dio la orden de emitir previamente un falso mensaje de naufragio, anunciando que la nave había perdido el 95% de su atmósfera. Naturalmente era una treta para que el Senado Imperial no sospechase que en realidad se trataba de un ataque y un abordaje ilegales.